# Heimkehr der Jäger (Film)
Heimkehr der Jäger ist ein österreichischer Spielfilm von Michael Kreihsl aus dem Jahr 2000. Ulrich Tukur spielt darin einen kunstsinnigen Mann, dessen Leben durch alltägliche Irritationen aus dem Gleichgewicht gerät und der sich in einen eigenwilligen Protest gegen die Verhältnisse stürzt.

## Handlung
Franz, Anfang vierzig, ist Kopist von Gemälden alter Meister und arbeitet in einer großen Gemäldegalerie in Wien, dem (fiktiven) MIHO-Museum. Seine siebenjährige Tochter Alexandra ist sein Ein und Alles, doch seine Exfrau will am liebsten gar nichts mehr von ihm wissen und ruft die Polizei, als er zu Besuch kommt. Die Polizisten setzen ihn mitsamt dem Stuhl, auf dem er sitzt, auf die Straße.
Im Museum arbeitet ein neuer Kopist im selben Saal wie Franz und malt Ruhige See bei Ebbe von Hendrik Dubbels ab. Eine junge Frau, Mathilde, sitzt wiederholt im Museum.
Als Franz’ Greißler zusperrt, der ihm passende Früchte für sein aktuelles Stillleben Quitte, Kohl, Melone und Gurke von Juan Sánchez Cotán reserviert hatte, geht Franz in den gesichtslosen Supermarkt „MIMA“, wo er kaum brauchbare Früchte vorfindet. Mathilde arbeitet dort als Kassierin.
Vor dem Fenster von Franz’ Wohnung ist eine große Plakatwand, die von einem großen Männergesicht mit weit aufgerissenen Augen und Mund und dem Slogan „schon wieder ein Gewinn?“ beherrscht wird. Der Schinken aus dem MIMA verliert beim Braten enorm an Volumen.
Franz ruft seine abweisende Exfrau an und drängt sich auf, als sie mit der Tochter schwimmen gehen will, wartet aber in der U-Bahn-Station vergeblich auf sie.
Wieder einmal stört Franz ein Reisebus, der im Stand Abgase und Lärm erzeugt. Als der Fahrer Franz ignoriert, crasht Franz sein Auto in das Busheck. Franz will seine Exfrau zur Rede stellen. Sie ruft wieder die Polizei, die Franz einen Moment lang wie in mittelalterliche Rüstung gekleidet erscheint.
Zwei unauffällige Männer in einem Auto inspizieren den Unfallschaden und observieren Franz ab diesem Zeitpunkt.
Aus einer Laune heraus malt Franz im Museum ein Supermarktetikett auf eine Frucht in seiner Stilllebenkopie. Als er gerade zur Schließzeit des Museums mit der Kopie fertig wird und im Dunkeln das Original begutachtet, geht der Alarm los. Die Aufseher sind beruhigt, als sie sehen, dass Franz der Urheber des Alarms war.
Franz sieht mit Neid, dass sich um seinen Kollegen die Besucher scharen. Zudem malt er ein Frauengemälde ab, das Franz als Nächstes zugesichert war. Franz nimmt einen Pinsel, malt mit einem Streich dem Kollegen einen Schnurrbart und türmt aus dem Museum.
Mathilde nimmt Franz im Auto mit ins Burgenland. Sie kommen sich näher und liegen in einer Szene gegengleich Kopf an Kopf im Bett. Er nimmt ihre Videokamera mit, als er geht.
Zurück in Wien, hat Franz genug von dem grotesken Plakat vor seinem Fenster und sägt es nachts um. Dann hat er einen Traum vom Museum, in dem statt Kunstwerken Supermarktprodukte ausgestellt und von Mathilde als Kunstvermittlerin den Besuchern erklärt werden. Am nächsten Tag begutachten Polizei und Feuerwehr die sabotierte Plakatwand.
Franz taucht im Museum auf und zwingt den Aufseher, ihm ein Vorderladergewehr und einen alten englischen Helm aus der Sammlung zu geben.
Er geht zum MIMA und zwingt die Kassierin mit vorgehaltenem Messer, Geld herauszurücken, aber drängt es dann nur den Kunden auf, die heute statt zu zahlen für den Einkauf bezahlt werden sollen.
Nachts bricht er in eine Großbaustelle ein, auf der ein neuer riesiger Supermarkt entstehen soll, und errichtet eine Barrikade aus Zementsäcken. Am Morgen sagt er den Bauarbeitern, sie sollen verschwinden. Diese zerstören die Barrikade mit einem Fahrbagger und jagen Franz in die Flucht, der nur einen Gewehrschuss in die Luft abfeuert.
Franz wandert durch die Landschaft und gelangt in eine ländliche Gemeinde. Selbst dort gibt es eine MIMA-Filiale. Von einer Wirtshausgesellschaft, die frappante Ähnlichkeit mit Bruegels Bauernhochzeit hat, lässt er sich Feuer geben.
In der nächsten Szene steht der Supermarkt in Flammen und Franz ist schon weitergezogen.
Franz ist an einem Provinzbahnhof und hofft, Mathilde in einem Zug Richtung Ungarn zu treffen. Tatsächlich findet er sie, sie ist aber ob seiner seltsamen Aufmachung mit Helm und Gewehr sehr reserviert. Trotzdem lässt sie ihn in ihrem Auto mitfahren, als sie aussteigt. Sie fahren zur Pension Rudolfshof, wo Franz’ älterer Freund Ulrich lebt. Sie erleben einige Stunden von Gastfreundschaft und Normalität. Das Auto der Observierer taucht auf und Franz flieht.
Franz gelangt zurück in den Ort, wo er den Supermarkt in Brand gesteckt hat. In der Postfiliale macht er Farbkopien seines Stilllebens und schickt das Gemälde dann an seine Tochter. Das Gewehr übergibt er dem Schalterbeamten.
Draußen sind inzwischen schon zwei Autos mit Verfolgern. Nur mit seiner Videokamera „bewaffnet“, geht Franz tollkühn auf sie zu, bis ihn ein Schuss in den Bauch trifft.
Im Schoß von Mathilde, die ihm gefolgt ist, wird Franz von den ungerührten Verfolgern im Auto transportiert. Die Landschaft erscheint ihm winterlich verschneit, wie in Bruegels Heimkehr der Jäger.
Franz’ Tochter ist mit ihrer Klasse im Museum, als sie auf dem ausgestellten Stillleben das gemalte Etikett entdeckt. Das Original hat sie mit der Post bekommen, gemeinsam mit einem Video, das Franz’ „Protestaktionen“ im Rückwärtslauf zeigt.

## Produktion
Der Film ist eine Produktion der Wega Film. Sie wurde durch das Österreichische Filminstitut und den Filmfonds Wien gefördert. Zudem wurde der Film im Rahmen des Film-/Fernseh-Abkommens hergestellt.
Unter den Drehorten waren Wien, insbesondere das Kunsthistorische Museum, Baden, Eggenburg und Wiener Neustadt. Die Dreharbeiten fanden im Sommer 1999 statt.
Gemälde von alten Meistern sind im Film stark vertreten. Im Abspann werden explizit genannt: Quitte, Kohl, Melone und Gurke (1602) von Juan Sánchez Cotán;
Das große Selbstportrait (1652), Bildnis eines sitzenden Mannes (um 1632) und Apostel Paulus (um 1633) von Rembrandt;
Turmbau zu Babel (1563) und Die Jäger im Schnee (1565) von Pieter Bruegel d. Ä.;
Das Mädchen mit dem Perlenohrgehänge (1665/66) von Jan Vermeer und
Das Feuer (1566) von Giuseppe Arcimboldo.
Eine ebenso wichtige Rolle spielt die Musik. Opernarien von Georg Friedrich Händel oder Georges Bizet spiegeln Franz’ Gemütszustand. Der Soundtrack wurde vom Label Extraplatte auf CD veröffentlicht.

## Rezeption
Heimkehr der Jäger startete am 17. November 2000 in den österreichischen Kinos und erreichte 4.561 Zuseher.
Die Kritik nahm den Film weitgehend wohlwollend auf, so schrieb Der Standard: „An seinem Film, über dessen kulturpessimistische Anklänge natürlich immer noch vortrefflich zu streiten wäre, sieht man: Formale Sicherheit führt auch zu inhaltlicher Bereicherung. Heimkehr der Jäger ragt in diesem Sinne nicht zuletzt auch visuell und akustisch weit über das Gros der heimischen Produktionen hinaus.“
2006 wurde der Film in die erste Staffel der DVD-Reihe Der österreichische Film aufgenommen.

## Auszeichnungen
- Würdigungspreis für Filmkunst des Bundeskanzleramtes 2000 an Michael Kreihsl (Heimkehr der Jäger war bei der Zuerkennung sein jüngster Film)